# UTC+9:30
UTC+9:30 — часовой пояс для:
- Австралия (ACST — Australian Central Standard Time)

## Круглый год
- Австралия (часть):
  - Северная территория (Северная Австралия)

## Зимой в Южном полушарии (апрель-октябрь)
- Австралия (часть):
  - территория Южная Австралия (вся)
  - штат Новый Южный Уэльс (часть):
    - город Брокен-Хилл и весь округ Янковинна (англ. Yancowinna County)

## См.также
- Часовые пояса Австралии